# Моно (округ)
Шаблон:StateAbbr_ 37°55′00″ пн. ш. 118°52′00″ зх. д. / 37.916666666667° пн. ш. 118.86666666667° зх. д.
Округ Моно (англ. Mono County) — округ (графство) у штаті Каліфорнія, США. Ідентифікатор округу 06051.

## Історія
Округ утворений 1861 року.

## Демографія
За даними перепису
2000 року
загальне населення округу становило 12853 осіб, зокрема міського населення було 5800, а сільського — 7053.
Серед мешканців округу чоловіків було 7059, а жінок — 5794. В окрузі було 5137 домогосподарств, 3145 родин, які мешкали в 11757 будинках.
Середній розмір родини становив 2,98.
Віковий розподіл населення поданий у таблиці:
| Стать    | До 15 років | 15-21 | 22-29 | 30-39 | 40-49 | 50-65 | 65-85 | Понад 85 |
| -------- | ----------- | ----- | ----- | ----- | ----- | ----- | ----- | -------- |
| Чоловіки | 1270        | 707   | 988   | 1124  | 1268  | 1165  | 511   | 26       |
| Жінки    | 1190        | 487   | 640   | 928   | 1125  | 985   | 405   | 34       |

## Суміжні округи
- Дуглас, Невада — північ
- Лайон, Невада — північний схід
- Мінерал, Невада — схід
- Есмералда, Невада — південний схід
- Іньйо — південь
- Фресно — південний захід
- Мадера — південний захід
- Туолемі — захід
- Алпайн — північний захід

## Виноски
1. ↑  U.S. Decennial Census. United States Census Bureau. Архів оригіналу за 19 липня 2018. Процитовано 28 вересня 2015.
2. ↑  Historical Census Browser. University of Virginia Library. Архів оригіналу за 26 грудня 2013. Процитовано 28 вересня 2015.
3. ↑  Forstall, Richard L., ред. (27 березня 1995). Population of Counties by Decennial Census: 1900 to 1990. United States Census Bureau. Архів оригіналу за 24 вересня 2015. Процитовано 28 вересня 2015.
4. ↑  Census 2000 PHC-T-4. Ranking Tables for Counties: 1990 and 2000 (PDF). United States Census Bureau. 2 квітня 2001. Архів оригіналу (PDF) за 18 грудня 2014. Процитовано 28 вересня 2015.
5. ↑  State & County QuickFacts. United States Census Bureau. Архів оригіналу за 15 липня 2011. Процитовано 4 квітня 2016.(англ.) Наведено за англійською вікіпедією.
6. ↑  American FactFinder. Бюро перепису населення США. Архів оригіналу за 26 лютого 2012. Процитовано 31 січня 2008.

| США | Це незавершена стаття з географії США. Ви можете допомогти проєкту, виправивши або дописавши її. |